# شریف غالب
شریف غالب رئیس شورای مشورتی کانادا - افغانستان مقیم شهر تورانتو است.  آقای غالب قبل بر این مشاور ارشد وزیر امور خارجه افغانستان در امور پالیسی بود. وی پیشتر از آن در سمت سرپرست سفارت کبرای افغانستان در کانادا ایفای وظیفه نموده و قبل از انتصاب در این پست، معاون و سرپرست نمایندگی دایمی افغانستان در مقر اروپایی سازمان ملل متحد واقع در شهر جنیوا و در عین حال سرپرست سفارت کبرای افغانستان در شهر برن مرکز کشور سویس بود.
شریف غالب نخستین دیپلمات افغانستان است که از کشورش در کانادا نمایندگی کرده‌ است.
آقای غالب در اپریل سال ۲۰۰۲ میلادی توسط ادارهٔ عبوری تحت زعامت حامد کرزی بحیث نمایندهٔ واحد و مذاکره‌کنندهٔ ارشد در مذاکرات منوط به تأسیس مناسبات کامل دوجانبهٔ دیپلوماتیک و قونسلی میان افغانستان و کانادا در سطح سفارت مقیم، مقرر گردید.
سفارت افغانستان در ۲۹ اکتوبر سال ۲۰۰۲ میلادی رسمأ در اوتاوا گشاش یافت. جاییکه آقای غالب در سمت ژارژدافیر و همچنان معاون رئیس نمایندگی و مستشار وزیر مختار کشورش طی سه سال بعد خدمت نمود.
در جون سال ۲۰۰۳ میلادی، شریف غالب برای اولین دسته از نظامیان کانادایی مقیم در مرکز پتواوای ایالت آنتاریو که به عنوان بخشی از نیروهای یاری امنیت بین‌المللی (آیساف) عازم افغانستان بودند، در رابطه با اوضاع حالی افغانستان سخنرانی نمود.
با توصل به یک ابتکار عمل مؤفق و نادر در نوع خود، از طریق براه اندازی تماسهای گسترده در کانادا، شریف غالب در اواخر سال ۲۰۰۴ میلادی محمولهٔ ادویه و سامان آلات طبی به ارزش مجموعی دو اعشاریه یک میلیون دالر را که توسط چهارده کمپنی مولد دوا و سازندهٔ سامان آلات طبی عنوانی مردم افغانستان اهدأ گردیده بود، به افغانستان فرستاد. این ابتکار بعدأ منحیث یک برنامهٔ چندین ساله میان طرفین به امضأ رسید.
شریف غالب در سال ۱۹۹۴ میلادی به وزارت امور خارجهٔ افغانستان پیوست و مأموریت تخصصی دیپلوماتیک اش از سازمان ملل متحد آغاز یافت. موصوف برای سه دورهٔ متوالی در نمانیدگی دایمی افغانستان در سازمان ملل متحد منحیث سکرتر دوم، سکرتر اول و مستشار میان سالهای ۱۹۹۴ و ۲۰۰۲ میلادی کار نمود.
شریف غالب عضو کمیتهٔ تسوید قطعنامه‌های اسامبلهٔ عمومی سازمان ملل متحد بر افغانستان تا سال ۲۰۰۱ میلادی بود.
آقای غالب در طول دورهٔ مأموریت خویش، در جمع کثیری از مذاکرات دوجانبه، کنفرانسها و نشستهای منطقوی و بین‌المللی منجمله اجلاس پنجاهمین سال تأسیس سازمان ملل متحد، اجلاس سران دول و حکومات هزارهٔ دوم ملل متحد، نشست سران و حکومات عضو نهضت عدم انسلاک منعقدهٔ شهر دربان - آفریقای جنوبی، کنفرانس وزرای خارجهٔ کشورهای گروپ غیر منسلک منعقدهٔ شهر کارتاهینا -کلمبیا، اجلاس رؤسای دول و حکومات سازمان خوراکه و زراعت جهان منعقدهٔ شهر روم - ایتالیا، نشست سران کشورهای عضو سازمان کنفرانس اسلامی منعفدهٔ شهر تهران - جمهوری اسلامی ایران، کنفرانس وزرای خارجهٔ کشورهای عضو سازمان کنفرانس اسلامی منعقدهٔ نیویورک، کنفراس وزرای خارجهٔ عضو سازمان همکاری‌های منطقوی منعقدهٔ شهر باکو - آذربایجان، کنفرانس کشورهای عضو گروپ هفتادوهفت منعقدهٔ شهر هاوانا - کوبا، کنفرانس فوق العادهٔ مجمع اقتصادی جهان منعقدهٔ نیویورک و کنفرانس وزرای کشورهای عضو سازمان هوانوردی بین‌المللی ملکی منعقدهٔ شهر مانتریال کانادا بعلاوهٔ هفت اجلاس عادی سالیانهٔ مجمع عمومی سازمان ملل متحد در نیویارک به عنوان عضو یا هم در سمت رئیس هییت از افغانستان نمایندگی نموده‌است. موصوف همچنان طی دوران مأموریت در جنیوا در جلسات متعدد عادی و فوق‌العاده شورای حقوق بشر سازمان ملل به عنوان هییت نمایندگی افغانستان اشتراک ورزیده و در عین حال عضویت هییت افغانستان در روند مذاکرات الحاق در سازمان تجارت جهانی  را نیز دارا بود.
بعنوان عضو کنفرانس بین الافغانی لندن، شریف غالب در بحث‌های متواتر کنفرانس در رابطه با توسعه و تحکیم تلاشهای جمعی برای اعادهٔ صلح سراسری در افغانستان از طریق جلب حمایت و فراهم آوری زمینه‌های اشتراک قشر تحصیل کردهٔ افغانهای مقیم در خارج از کشور، منعقدهٔ شهر لندن، اشتراک نموده و یکی از مشترکین مجلس استماعیهٔ کمیتۀ روابط خارجی سنای آمریکا بر موضوع افغانستان منعقده سال ۱۹۹۶ میلادی در واشینگتن دی سی ایالات متحده آمریکا بود.
موصوف همچنان در ترتیبات اتخاذ شده توسط سازمان ملل متحد برای‌گذار به ادارهٔ عبوری متعاقب موافقات تاریخی بن در سال ۲۰۰۱ میلادی اشتراک داشت.
شریف غالب با استفاده از یک برنامهٔ مشاهداتی و تبادلوی علمی از جانب مرکز معلوماتی ایالات متحدۀ آمریکا در سال ۱۹۹۰ میلادی به آمریکا آمده و برنامه بین‌المللی انکشاف مسلکی در رشتهٔ ژورنالیزم نشراتی در مرکز خبرنگاران خارجی رستون ایالت ورجینیای آمریکا را به اتمام رسانید. نامبرده متعاقبأ به تأسیس و میزبانی یک برنامهٔ متنوع تلویزیونی برای جامعهٔ افغان تبار ایالت نیویورک تحت نام نشرات افغانستان آزاد در آن ایالت پرداخت، جاییکه بعدأ بحیث پرودیوسر اجرایی برنامهٔ فوق برای سه سال اجرای وظیفه نموده و طی آن سند فراغت در رشتهٔ تولید و ویرایش برنامه‌های تلویزیونی از مرکز تلویزیون عامهٔ شهر کوینز ایالت نیویورک اخذ نمود. وی قبل از ترک افغانستان بحیث گوینده در شبکهٔ رادیو و تلویزیون ملی کشورش نیز ایفای وظیفه می‌نمود.
در نوامبر سال ۲۰۱۱ میلادی "مرکز ژنیوا برای پالیسی امنیتی" از آقای غالب به عنوان یکی از مدعویین برگزیده جهت اشتراک در برنامه‌ای معتبری تحت نام "زعمای ارشد افغانستان" که توسط آن سازمان در شهر ژنیوا برپا گردیده بود، دعوت به عمل آورد، که به تاسی از آن آقای غالب نایل به اختتام و اخذ سند فراغت از آن برنامه گردید.
همچنان در سال ۲۰۱۲ میلادی آقای غالب موفق به اخذ سند اختتام مؤفقانهٔ برنامهٔ خاص "جذبه و زعامت " که توسط "انستیتیوت ملل متحد برای آموزش و تحقیق" در کشور سویس انعقاد یافته بود، گردید.
آقای غالب سمت نویسندهٔ مهمان در نشریهٔ معتبر انترنتی ایشیا تایمز آنلاین را دارا بوده و مقالات متعدد تحلیلی و تحقیقی در رابطه با اوضاع افغانستان و منطقه، روند جاری دولت‌سازی در افغانستان، بازسازی و اعمار مجدد افغانستان، سیر انکشاف و تکامل اوضاع در جهان و تأثیرات آن بالای افغانستان، تلاشهای جامعهٔ بین‌المللی غرض تأمین امنیت و ثبات در افغانستان و همچنان روابط افغانستان - کانادا از وی در مطبوعات چاپی و انترنتی بین‌المللی و افغانی به نشر رسیده‌است. 
آقای غالب عضو کتاب (شرح حال رجال جهان/کی کیست)  منتشرهٔ سالهای ۲۰۰۹ – ۲۰۱۰ میلادی توسط مرکز نشراتی استراتسمور اضلاع متحدۀ آمریکا است.
آقای غالب تحصیلات عالی اش را در رشتهٔ حقوق و علوم سیاسی در دانشگاه کابل به پایان برده و از سال ۱۹۹۵ الی ۱۹۹۷ میلادی برنامه ماستری در رشتهٔ روابط بین‌الملل را در دانشگاه عقاید ویرجینیا به پایهٔ اکمال رسانید. ایشان عنقریب متوقع اختتام برنامه اداره و مدیریت در دانشگاه لورانشن است.
وی و خانمش یک دختر و یک پسر دارند.